# Міддл-Вілледж (Вісконсин)
Міддл-Вілледж (англ. Middle Village) — переписна місцевість (CDP) в США, в округах Шавано і Меноміні штату Вісконсин. Населення — 290 осіб (2020).

## Географія
Міддл-Вілледж розташований за координатами 44°55′58″ пн. ш. 88°43′20″ зх. д. / 44.93278° пн. ш. 88.72222° зх. д. (44.932909, -88.722085).  За даними Бюро перепису населення США в 2010 році переписна місцевість мала площу 15,86 км², з яких 15,75 км² — суходіл та 0,11 км² — водойми.

## Демографія
Згідно з переписом 2010 року, у переписній місцевості мешкала 281 особа в 82 домогосподарствах у складі 67 родин. Густота населення становила 18 осіб/км².  Було 85 помешкань (5/км²).
Расовий склад населення:
| - 98,9 % — корінних американців - 1,1 % — білих |

До двох чи більше рас належало 0,0 %. Частка іспаномовних становила 4,6 % від усіх жителів.
За віковим діапазоном населення розподілялося таким чином: 36,3 % — особи молодші 18 років, 54,1 % — особи у віці 18—64 років, 9,6 % — особи у віці 65 років та старші. Медіана віку мешканця становила 25,3 року. На 100 осіб жіночої статі у переписній місцевості припадало 79,0 чоловіків;  на 100 жінок у віці від 18 років та старших — 75,5 чоловіків також старших 18 років.
Середній дохід на одне домашнє господарство  становив 29 439 доларів США (медіана — 21 667), а середній дохід на одну сім'ю — 31 573 долари (медіана — 25 833). За межею бідності перебувало 36,7 % осіб, у тому числі 52,9 % дітей у віці до 18 років та 32,1 % осіб у віці 65 років та старших.
Цивільне працевлаштоване населення становило 70 осіб. Основні галузі зайнятості: освіта, охорона здоров'я та соціальна допомога — 62,9 %, мистецтво, розваги та відпочинок — 18,6 %, публічна адміністрація — 5,7 %, транспорт — 4,3 %.